# 紅臀異齒䲁
紅臀異齒䲁（學名：Ecsenius tessera），又稱紅臀無鬚䲁，為輻鰭魚綱鳚形目䲁科異齒䲁屬的一種，分布於西太平洋新喀里多尼亞及萬那杜海域，深度6至10公尺，本魚體延長，稍側扁，似圓柱狀；頭鈍短。前鼻孔具一鼻鬚；無眼上鬚及頸鬚，後犬齒，兩側各一個，側線無垂直孔對，身體後半部有瓦片狀的深色斑點，周圍僅由淺色、灰色網狀紋隔開，背鰭硬棘12枚、背鰭軟條14-15枚、臀鰭硬棘2枚、臀鰭軟條16-17枚，體長可達4.5公分，棲息在沿岸水淺的礁石區，雌魚產附著性卵，雄魚有護卵行為，幼魚為浮游性，生活習性不明。